# سه مغ

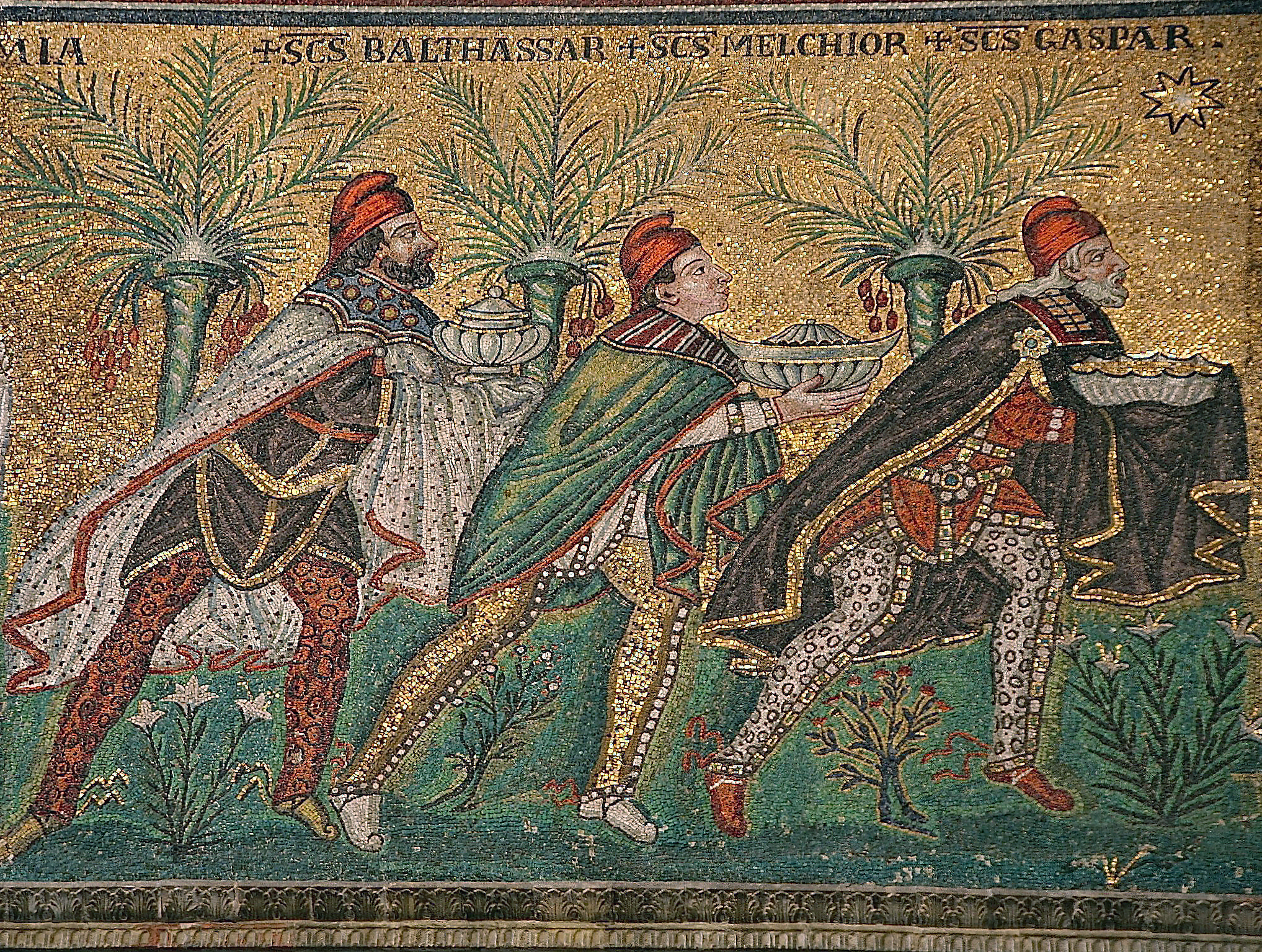
در نقاشی‌های بیزانس معمولاً سه مغ در پوشاک پارسی هستند، نقاشی سال ۵۶۵ میلادی.

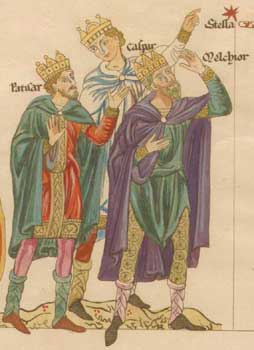
از راست به چپ ملکیور، کاسپار و بالتازار.

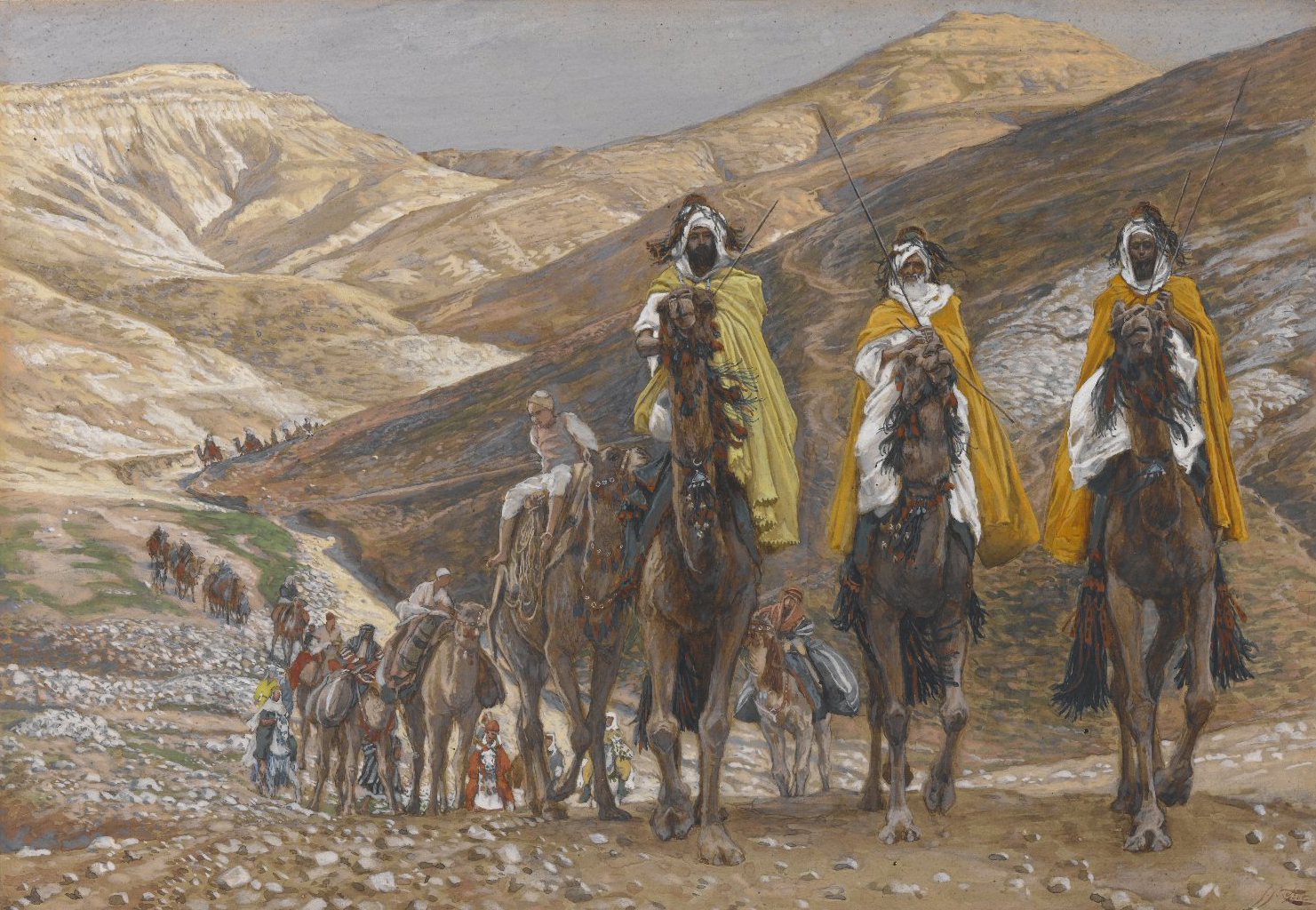
جیمز تیسوت، سفر مغ‌ها، موزه بروکلین.

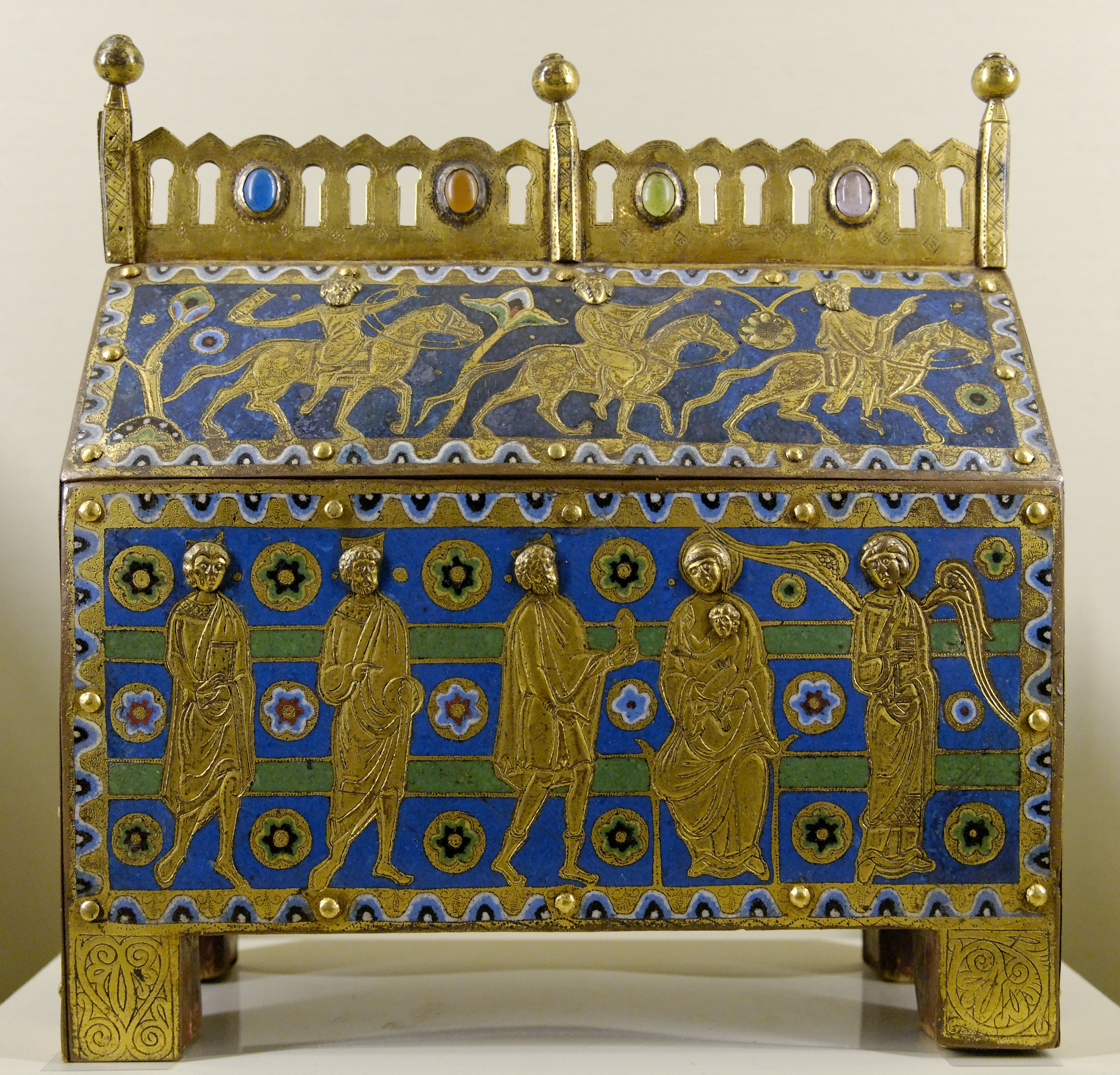
سفر مغ‌ها، نقاشی سال ۱۲۰۰ میلادی در پاریس.

سه مغ، سه مجوس، سه مجوس شرقی، سه شاه، سه پادشاه مقدس و سه زندی (یونانی :μάγοι) شخصیت‌های مذهبی به نام‌های کاسپار، ملکیور و بالتازار بودند که بر اساس انجیل متی برای ارج نهادن به عیسی به دیدارش شتافتند؛ و برای زادروزش زر، مُر و کندر به ارمغان بردند. متی تنها انجیلی که نام سه مغ در آن ذکر شده، آنها را از شرق معرفی می‌کند که برای پرستش مسیح، پادشاه یهودیان آمده‌بودند. با اینکه تعداد سه مغ در انجیل مشخص نیست، ولی بر اساس سه هدیه تصور می‌شود که سه نفر بوده‌اند.

## در عهد جدید
بر اساس انجیل متی در عهد جدید، پس از زاده شدن عیسی، سه مرد فرزانه از شرق به دیدار هِرود بزرگ آمدند تا دربارهٔ خبر زاده شدن پادشاه یهود از او پرسش کنند، چرا که اختر وی را در شرق دیده بودند. هرود، پیش از آن از کاهنان و کاتبان شنیده بود که کریستوس یا مسیح یهودیان در بیت لحم یهودیه زاده می‌شود؛ پس مردان مغ را به بیت‌لحم فرستاد و از آن‌ها خواست که هرگاه آن بچه را یافتند، به وی آگاهی دهند؛ اما سه مجوس بر اساس رؤیایی که دیده بودند، هرود را آگاه نکردند. اعتبار تاریخی این رویداد مشخص نیست، و هیچ منبع تاریخی نیز به چنین کشتاری اشاره نکرده است. متن آیه مربوط چنین است:
آنگاه، چون مسیح در عصر هرود پادشاه در بیت‌اللحم یهودیه زاده شد، مجوسانی چند از مشرق‌زمین به اورشلیم آمدند و گفتند: «آن مولود کجاست، پادشاه یهود؟ زانکه ما ستاره او را در مشرق دیده‌ایم و [اینک] برای پرستش او آمده‌ایم.» هرود پادشاه چون سخن [ایشان] بشنید، [سخت] برآشفت و تمام اورشلیم [نیز] همراه او [به تکاپو افتاد]. و آنگاه که جمله کاتبان و کاهنان بزرگ قوم را گرد هم آورد، از آنها پرسید «مسیح باید کجا زاده شود؟» و آنها بدو گفتند: «در بیت‌اللحم یهودیه، چرا که از سوی نبی چنین مکتوب [آمده] است: و تو [ای] بیت‌اللحم در سرزمین یهودا، از دیگر امیران یهودا کوچک‌تر نیستی زیرا که از تو حکمرانی [به ظهور] خواهد آمد و بر قوم من، اسرائیل حکم خواهد راند.»
همچنین در عهد جدید آمده است که یوسف، در خواب دید که هرود قصد کشتن عیسی را دارد و به همین دلیل به مصر هجرت کرد. همچنین بر اساس انجیل، هِرود تمام نوزادان پسر زیر دو سال را در بیت‌لحم، کشت.

## مفهوم
لغت یونانی در انجیل متی μάγος با تلفظ مگُس، از ریشه پارسی به معنی روحانی زرتشتی است. در دین زرتشتی روحانیون توجه خاصی به وضعیت ستاره‌ها داشتند که در آن زمان علم مهمی محسوب می‌شد. این ارتباط آنان با اخترشناسی و علوم خفیه باعث شده است که واژه انگلیسی Magic به معنی سحر استفاده شود. با اینکه استفاده از سحر در دین زرتشتی بسیار مذموم است. این لغت در کتاب اعمال رسولان معمولاً به عنوان ساحر ترجمه می‌شود و در مورد شمعون مجوسی نیز استفاده شده است. بعضی ترجمه‌های کتاب مقدس سه مغ را به عنوان سه اخترشناس ترجمه کرده‌اند.

## نام‌ها
در مسیحیت غربی این سه مغ به عنوان قدیس شناخته می‌شوند و نام‌های زیر را دارند:
- مِلکیور، دانشمند پارسی
- کاسپار، دانشمند هندی
- بالتازار، دانشمند عربی (یمن)

مسیحیان سوریه نام‌های سه مغ را سه نام لاروانداد، گوشناساف و هرمیزداز می‌دانند. این نام‌ها که بیشتر به نامهای پارسی شبیه هستند احتمال صحت بیشتری دارند. در بین مسیحیان اتیوپی نام سه مغ حر، کرسودان و باسانتر است. در بین ارمنیان نام آنها کگفا، بادادخریدا و بادادیلما است.

## کشور خاستگاه
در انجیل متی کشور مبدأ مغ‌ها ذکر نشده است و تنها ذکر شده است که آنها از شرق آمدند. به صورت سنتی معمولاً سرزمین شرق: ایران یا یهودیان یمن در نظر گرفته می‌شود. در متون ارمنی سه مغ از کشورهای ایران، هند و عربستان هستند. وعده مغ‌ها از زاده شدن پادشاه یهودیان باعث خشم و ترس هرود شد و باعث شد که او مانند فرعون در زمان موسی دستور به قتل تمامی فرزندان پسر بدهد.

## جای دفن
محل دفن مغ‌ها به صورت کامل مشخص نیست اما نقاط گوناگونی جای دفن آنان در نظر گرفته می‌شود. مارکو پولو در سفرنامه خود نوشته است که او از مقبره سه مغ در ساوه در جنوب تهران در سال ۱۲۷۰ میلادی بازدید کرده است:
«در پارس شهر صبا وجود دارد که از آن سه مغ آمدند و در این شهر نیز دفن شدند در سه مقبره بزرگ و بسیار زیبا، پهلو به پهلو؛ و بالای آن نیز یک ساختمان چهارگوش است که بسیار زیبا حفظ شده است. بدن‌ها به صورت کامل هستند و حتی مو و ریش آنان نیز حفظ شده است.»
مقبره دیگری در فلسطین به نام مقبره سه پادشاه وجود دارد که محل دفن سه مغ در نظر گرفته می‌شود. استخوان آنها توسط سنت هلنا ابتدا به قسطنطنیه و از آنجا به میلان برده شدند.